# 皮耶希汽車
皮耶希汽車（Piëch Automotive）是一家位于瑞士苏黎世的电动汽车制造商，由雷亚·史塔克和安東·「托尼」·皮耶希（Anton "Toni" Piëch）于2017年8月创立。

## 公司历史及理念
安東·「托尼」·皮耶希的父親費迪南德·皮耶希是斐迪南·保時捷的外孙，也是大众集团前首席执行官。後來，他與工业设计师雷亞·史塔克共同成立了瑞士电动汽车制造商皮耶希汽車。
皮耶希汽車在2019年日内瓦国际汽车展上展出了第一款车型GT Mark Zero（又称Mark Zero，見下圖）。
皮耶希汽車工程设计的特殊之处在于其模块化概念，可以使软件和硬件组件保持最新，从而跟上发展和技术的进步，这样动力系统可以互换，同时又能保持车身结构和车体的完整性。
整车概念是针对与外部合作伙伴的精益制造而设计的，无需垂直整合公司的任何生产。

## Mark Zero概念

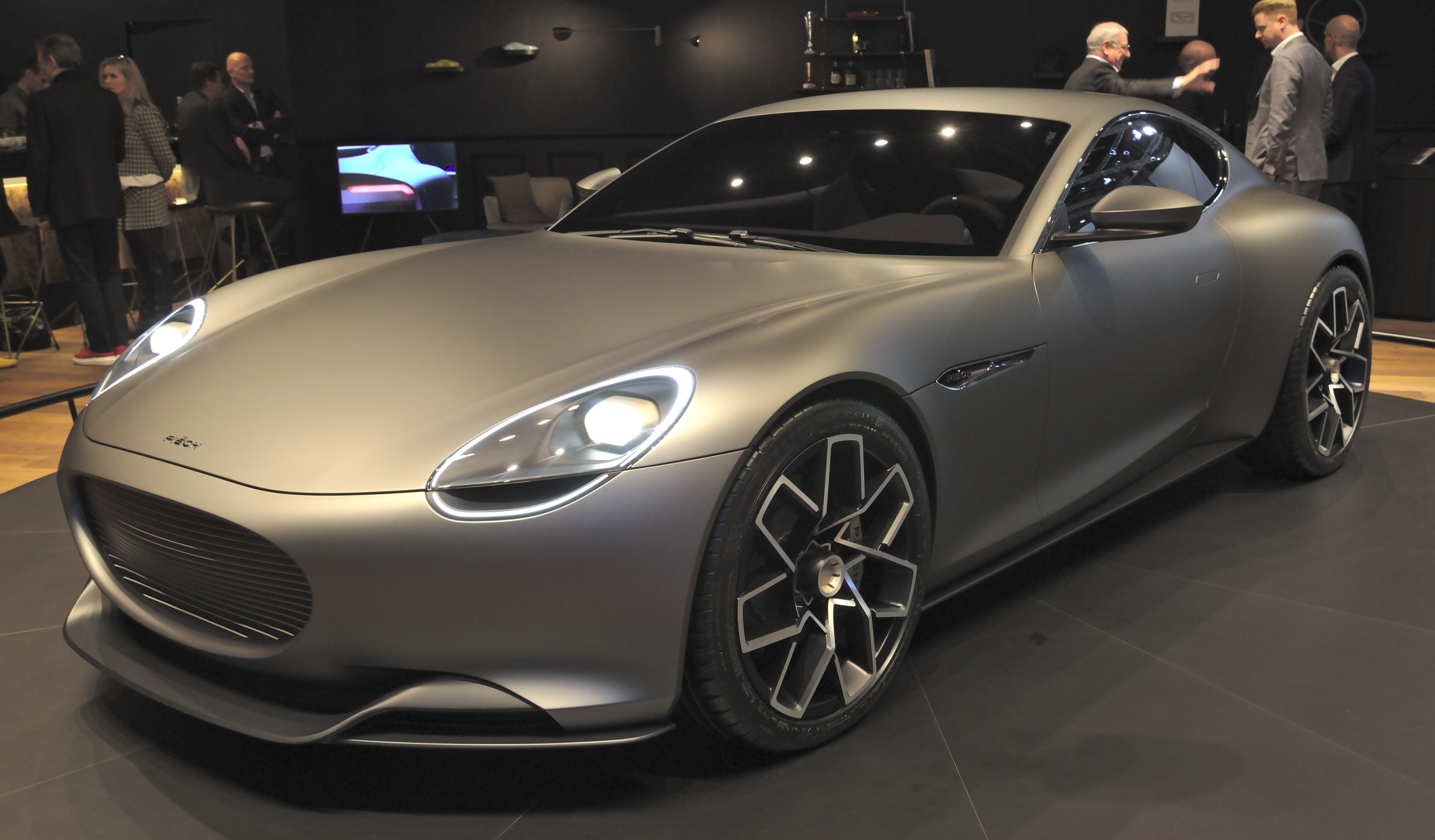
皮耶希 Mark Zero GT

皮耶希 Mark Zero GT 的首批草图可追溯到2017年，于2019年3月5日在日内瓦车展上作为概念车展出。

### 设计
它是一款现代风格的双座运动型双门轿跑车。第一个车型应在2022年交付，配备电动机和电池，电池位于中央通道上，直到后桥，重量为1,800千克。 得益于模块化平台，Mark Zero可以使用热能、混合动力或燃料电池动力系统，该平台将在第二阶段被用于SUV和皮耶希轿车。

### 动力配备
Mark Zero配备三个电动马达，一个150千瓦的异步电动机安装在前轴上，两个独立同步电动机安装在后轴上，每个150千瓦，总功率为600马力。
它的创新电池在380千瓦的快速充电桩（尚未在2019年部署）上只需4分40秒即可充至80%，可以行驶500公里。

### 反响
新车概念的设计所获评价大多数都是积极正面的。 例如，前BMW M GmbH跑车开发人员Klaus Schmidt将其设计称之为「独一无二」。